# 桜木可奈子
桜木 可奈子（さくらぎ かなこ、7月15日 - ）は、日本の女性声優。愛知県出身。東京俳優生活協同組合所属。

## 略歴
映像テクノアカデミア出身。2013年から東京俳優生活協同組合に所属する。

## 出演

### テレビアニメ
2014年
- 繰繰れ! コックリさん（女将）

2015年
- 四月は君の嘘（保護者）

2016年
- 食戟のソーマ シリーズ（2016年 - 2017年、女性A、母親） - 2シリーズ
- うたの☆プリンスさまっ♪ マジLOVEレジェンドスター（スタッフ）

2017年
- SUPER LOVERS 2（女性客）
- うらら迷路帖（お客）
- 南鎌倉高校女子自転車部（女性教師D、夏海の叔母）
- パズドラクロス（店員）
- 異世界食堂（2017年 - 2021年、公王の妻） - 2シリーズ
- モンスターハンター ストーリーズ RIDE ON（女将）
- いぬやしき（おばあちゃん、しおんの友達、レポーター）
- 魔法陣グルグル（ミウチャ母）

2018年
- クラシカロイド（販売員、おばちゃん）
- ハイスクールD×D HERO
- 覇穹 封神演義（女性）
- ガンダムビルドダイバーズ（ダイバー、ナスターシャ）
- レイトン ミステリー探偵社 〜カトリーのナゾトキファイル〜（店主妻、スーザン・ブリトニアス）
- パズドラ（客）
- 天狼 Sirius the Jaeger（姉妹の母）
- メルクストーリア -無気力少年と瓶の中の少女-（村人）
- PERSONA5 the Animation（ウグイス嬢） - 特別編

2019年
- どろろ（母親、村の女）
- ソードアート・オンライン アリシゼーション（四旋剣 / ダキラ） - 2シリーズ
- 風が強く吹いている（看護師）
- フルーツバスケット（おばあちゃん、おばちゃん、弔問客）
- かつて神だった獣たちへ（娼婦B）
- バビロン（ウグイス嬢）

2020年
- ハクション大魔王2020（ワシ子）
- 炎炎ノ消防隊 弐ノ章（メイド）
- ミュークルドリーミー（阿本花子）

2021年
- ゾンビランドサガ リベンジ（おばちゃん、おばさん）
- ひげを剃る。そして女子高生を拾う。（店員）
- 迷宮ブラックカンパニー（ミルダ）
- RE-MAIN（長沼有紗）

2022年
- ドラえもん（テレビ朝日版第2期）（母、少年）

2023年
- ノケモノたちの夜（ルーサーの母）

2024年
- アイドルマスター シャイニーカラーズ（観客）
- らんま1/2 (2024)（村人）

### 劇場アニメ
- ヴァイオレット・エヴァーガーデン 外伝 - 永遠と自動手記人形 -（2019年、女生徒[4]）
- 劇場版 ヴァイオレット・エヴァーガーデン（2020年、母親[4]）
- アリスとテレスのまぼろし工場（2023年、アナウンスB）

### Webアニメ
- A.I.C.O. Incarnation（2018年、客B）

### ゲーム
- ブレイブソード×ブレイズソウル（2015年）
- ソードアート・オンライン アリシゼーション リコリス（2020年、役名なし）[5]

### 吹き替え

#### 映画
- アベンジャーズ/エイジ・オブ・ウルトロン（ヘレン・チョ博士〈キム・スヒョン〉）
- アラジン[6]
- ジャスティス・リーグ（ニュース女[7]）
- ジュピター

#### ドラマ
- GOTHAM/ゴッサム（タビサ・ギャラバン〈ジェシカ・ルーカス〉）
- FARGO/ファーゴ（アイダ・サーマン〈ジュリー・アン・エメリー〉）
- BONES シーズン9
- Marvel デアデビル（エレクトラ・ナチオス〈エロディ・ユン〉）
- Marvel ザ・ディフェンダーズ（エレクトラ・ナチオス〈エロディ・ユン〉）
- THE MENTALIST メンタリストの捜査ファイル シーズン6
- SUPERGIRL/スーパーガール シーズン2・3（マギー・ソーヤー〈フロリアナ・リマ〉）

#### アニメ
- トランスフォーマー アドベンチャー（パイロット女性）
- ビックシティ・グリーン（2018年、ナンシー）
- 101匹わんちゃんストリート（2019年、ママ）

#### その他
- project RUNWAY 10（ソンジー・ウィリアムズ）
- 夢のラグジュアリートラベル シーズン2

### ナレーション
- 仰天ニッポン滞在記（テレビ東京）
- TOTO プレゼンテーション（テレビ東京）

### その他コンテンツ
- 地球ドラマチック（ボイスオーバー）
  - 「カッシーニ 土星探査の軌跡」
  - 「太陽と人類 すべては太陽から始まった」

### シリーズ一覧
1. ↑  第2期『弐ノ皿』（2016年）、第3期前半『餐ノ皿』（2017年）
2. ↑  第1期（2017年）、第2期『2』（2021年）
3. ↑  『Dark Sun...』（2018年）
4. ↑  前半『アリシゼーション』（2019年）、後半『アリシゼーション War of Underworld』第1クール（2019年）